# Lavoro sostitutivo
Il Lavoro Sostitutivo è una forma di espiazione della pena prevista nel codice penale italiano, ovvero nel suo sistema giudiziario. 
Tale forma sostitutiva di espiazione della pena è stata introdotta nel diritto italiano dall'art 105 della 24 novembre 1981, n. 689.

## Analisi
Il lavoro sostitutivo consiste nella prestazione di un'attività non retribuita, a favore della collettività, da svolgere presso lo stato, le regioni, le province, i comuni o presso enti, organizzazioni o corpi di assistenza, di istruzione di protezione civile e di tutela dell'ambiente naturale previa stipulazione di speciali convenzioni da parte del Ministero della Giustizia
L'ammissione di tale forma di espiazione è un privilegio concesso dal Magistrato di sorveglianza, se vengono rispettati i criteri minimi di ammissione previsti dalla legge. 
Questa forma di espiazione della pena è frequentemente usata insieme all'affidamento in prova e per reati di minore importanza, tra cui la guida in stato di ebbrezza fino a qualche anno fa. Può sostituire una pena pecuniaria in alcune fattispecie, su richiesta del condannato. 

## La prestazione
Tra i caratteri della prestazione vi sono:
- la gratuità, intesa come una sorta di prelievo forzoso della retribuzione dell'attività svolta;
- il carattere solidaristico, deve comprendere cioè lo svolgimento di attività a carattere sociale e di solidarietà civile.